# ألفرد بوكلاند
ألفرد بوكلاند (بالإنجليزية: Alfred Buckland)‏ هو فلاح نيوزيلندي، ولد في 17 ديسمبر 1825 في Newton Abbot ‏ في المملكة المتحدة، وتوفي في 12 يونيو 1903.